# Fryderyka Hanowerska
Fryderyka Luiza Thyra Wiktoria Małgorzata Zofia Olga Cecylia Izabela Krystyna (ur. 18 kwietnia 1917 w Blankenburg (Harz), zm. 6 lutego 1981 w Madrycie) – księżniczka hanowerska, królowa Grecji.
Jej rodzicami byli tytularny król Hanoweru, Ernest August III (praprawnuk Jerzego III, Króla Wielkiej Brytanii i Hanoweru) i księżniczka pruska, Wiktoria Luiza. Dziadkiem Fryderyki był cesarz niemiecki i król Prus – Wilhelm II Hohenzollern.

## Księżna Grecji
28 września 1937 oficjalnie zaręczyła się z przyszłym królem Grecji – księciem Pawłem. Ich ślub odbył się 9 stycznia 1938, w Atenach. Z tego związku przyszło na świat troje dzieci:
1. księżniczka Zofia (ur. 2 listopada 1938), królowa hiszpańska, żona Jana Karola I Burbona,
2. książę Konstantyn (ur. 2 czerwca 1940), król Grecji,
3. księżniczka Irena (ur. 11 maja 1942).

## II wojna światowa

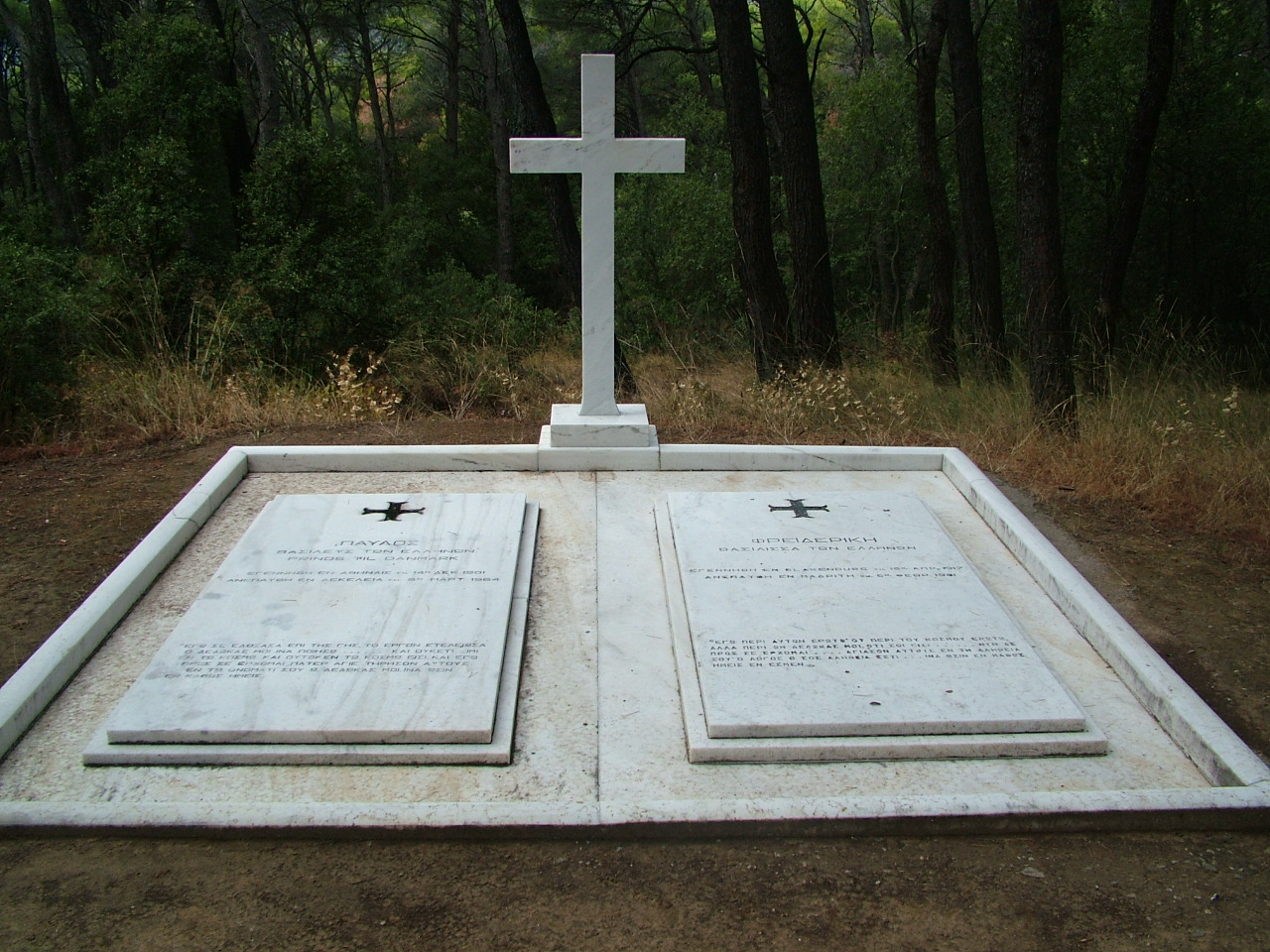
Grób królowej Fryderyki i jej męża Pawła

Po pokonaniu Grecji przez wojska niemieckie, włoskie i bułgarskie w 1941 roku, rodzina przeniosła się do Londynu, gdzie w roku 1942 przyszła na świat najmłodsza córka. Po wojnie, powrócili do Grecji. Po śmierci Jerzego II, oboje zostali koronowani.
Paweł umarł w 1964 roku na raka żołądka, Fryderyka zmarła na zawał serca. Jej ciało przewieziono do Grecji w parę dni po śmierci, niemniej władze nie wyraziły zgody na uroczystości w stołecznym kościele katedralnym, wskazując na duże prawdopodobieństwo zakłócenia uroczystości przez nieprzychylnych monarchii demonstrantów. Toteż całość ceremonii odbyła się w prywatnej nekropolii królewskiej, w dobrach Tatoi.
W pogrzebie wzięli udział królowie i książęta czołowych europejskich dworów oraz kilka tysięcy osób, wśród nich 200 Ateńczyków, zaproszonych imiennie. Rząd reprezentował późniejszy demokratyczny Prezydent Republiki Grecji, Konstantinos Stefanopulos.